# 卡尔·梅恩霍德
卡尔·马文·梅恩霍德（英語：Carl Marvin Meinhold，1926年3月29日—2019年2月23日），美国NBA联盟前职业篮球运动员。